# بلاساغون

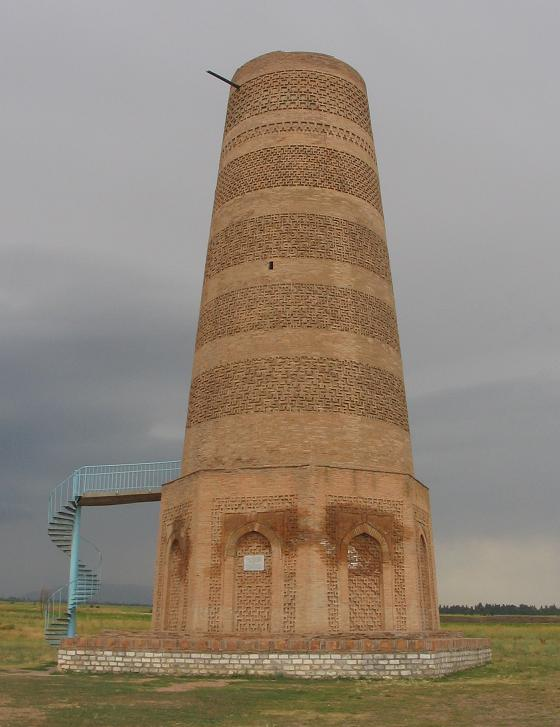
برج بورانه

بَلاساغون (نام‌های دیگر: بلاسغون، بلاساقون) شهری سغدی بود که در روزگار ترکان آل افراسیاب (قراخانیان) پایتخت ایشان شد. این شهر در جلگه چوی در قرقیزستان امروزی واقع بود. بلاساغون یکی از مهم‌ترین شهرهایی بر روی جاده ابریشم بود. و به نام‌هایی چون قوز اولوش یا قوز اوردو نامیده شده است.
بلاساغون در سال ۲۰۱۴ به‌عنوان جزئی از جاده‌های ابریشم: شبکه راه چانگ‌آن-تین شان در فهرست میراث جهانی یونسکو ثبت شد.

## مکان جغرافیایی
دربارهٔ جای دقیق این شهر اختلاف وجود داشته است، اما از پژوهش‌هایی که در سدهٔ ۲۰ به انجام رسید چنین برمی‌آید که بلاساغون در گسترهٔ رودخانهٔ چو نهاده است. بارتولد که خود در این نواحی به پژوهش پرداخته این گمانه را مطرح می‌کند که بلاساغون در محل ویرانه‌های کنونی آق پشین در منطقهٔ فرونزه قرار داشته است. به نوشتهٔ او ویرانه‌های بورانه در تُقماق قدیم، که در پنج-شش کیلومتری این ویرانه‌ها نهاده بوده است، نیز بخشی از بلاساغون کهن بوده است. گویا بورانه تلفظ قرقیزی واژهٔ تازی مناره است.

## تاریخ
بلاسغان گویه سغدی و پهلوی از برا =بالا + سگان از سکا آخشیج سکان نیمروز ست به بلاسگان آذربایجان و اران نیز بلاسگان برای همین گفته می‌شد در سغدی و پهلوی گ و غ و ج جاگزین هم می‌شدند-
جوینی دربارهٔ تاریخ و چگونگی بنای این شهر روایتی افسانه‌ای به دست می‌دهد. به نوشتهٔ او:
بوقوخان* شخصی پیر را با جامه‌ها و عصای سپید به خواب دید که سنگ یشمی صنوبری‌شکل بدو داد و گفت اگر این سنگ را محافظت توانی کرد، چهار حد عالم در ظل امر تو شود. وزیر نیز موافق آن خوابی دید. بامداد باز استعداد لشکر آغاز نهادند و متوجه اقالیم غربی گشت و چون به حد ترکستان رسید، صحرایی متنزه دید، علف و آب بسیار. به نفس خود آنجا مقام کرد و شهر بلاساغون که اکنون قربالیغ می‌گویند بنا نهاد.
در سده‌های نخستین اسلامی بلاساغون تختگاه خاقان ترکش بود. چون این خاقان ترکش نسب خود را به افراسیاب اسطیری می‌رسانید، بعدها در متون فارسی و تازی دورهٔ اسلامی دودمان شاهی او آل افراسیاب خوانده می‌شد.
هارون بغراخان قراخانی(۳۹۲) و طغان‌خان قراخانی(۴۰۴) آن را تختگاه خویش کردند. مولانا جلال الدین رومی درباره ی این شهر در دیوان شمس غزل شماره ی ۶۳ چنین سروده است :
| گویند به بَلاساغون ، تُرکی دو کمان دارد |  | وَر زآن‌دو یکی کم شد، ما را چه زیان دارد؟ |

به نوشتهٔ کاشغری، مردم بلاساغون در این زمان به زبان‌های سغدی و ترکی سخن می‌گفته‌اند.
زمان دقیق پایان یافتن زندگی شهرنشینی در بلاساغون روشن نیست، اما به نظر می‌رسد این موضوع ربطی به فرایند خشکسالی عمومی ترکستان نداشته باشد. چنین می‌نماید که پایان یافتن زندگی شهرنشینی در بلاساغون، همچون دیگر شهرهای گسترهٔ رود چو و ایله، نتیجهٔ سیاست مغولان در تخصیص گسترهٔ این دو رود به کوچ‌نشینان و راندن مردمان شهرنشین به نواحی دیگر باشد.
در نیمهٔ سدهٔ ۱۳، خان‌های خوقند بر آن شدند که زندگی شهری را در بلاساغون بازگردانند، اما این شهر دیگر هرگز رونق گذشته را بازنیافت.
مهم‌ترین اثر به‌جامانده از معماری بلاساغون، مناره‌ای است که چه بسا در روزگار قراخانیان بنا شده است. (برج بورانه)